# Дом-музей В. М. Васнецова
Дом-музей Ви́ктора Миха́йловича Васнецо́ва — музей, посвящённый творчеству художника Виктора Васнецова. Расположен в Москве по адресу переулок Васнецова, 13 и входит в состав музейного комплекса Третьяковской галереи. Васнецов самостоятельно спроектировал особняк в неорусском стиле и прожил в нём с 1894 по 1926 год. Музей открылся в 1953 году после передачи родственниками дома и художественной коллекции в государственную собственность. По состоянию на 2018 год коллекция музея насчитывает более 25 тысяч экспонатов, включая живопись, антикварную мебель и предметы быта.

## Здание

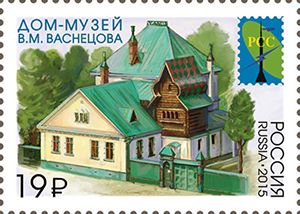
Дом-музей Васнецова на почтовой марке России 2015 года

Дом в 3-й Троицком переулке спроектирован Виктором Васнецовым и архитектором Михаилом Приёмышевым. В 1891 году художник приобрёл землю в Троицкой Слободе у крестьянской семьи Филипповых и приступил к созданию эскизов внешнего и внутреннего обустройства особняка. Строительство осуществлялось крестьянами Владимирской губернии и завершилось к 1894 году. Виктор Васнецов прожил здесь до своей смерти в 1926-м .
Деревянный особняк построен в неорусском стиле, сочетающем элементы древнерусского зодчества и модерна. Характерной особенностью дома Васнецова считается совмещение архитектурных форм разных столетий: гостиная спланирована в боярском стиле XVII века, в то время как столовая спроектирована как жилище крестьянина. В композиции дома также видны следы северного зодчества.
Жилые помещения первого этажа выстроены из массивных брёвен, покрытых штукатуркой. Крыльцо украшено изразцами, колонками «дыньками» и рельефами. Под карнизом расположен изразцовый фриз. Лестница в кабинет ведёт через сруб с бочкообразным покрытием, напоминающим храмы на Севере России.
Первый этаж был жилой: здесь находились гостиная, столовая и жилые комнаты жены и детей Васнецова. Второй этаж был предназначен для мастерской, размер которой составляет 110 метров, высота — шесть.
Окна декорированы лепными колонками и наличниками в виде кокошников. Материалы для обустройства дома были созданы в Абрамцевских и Строгановских мастерских. Фасад украшен изразцами керамического завода Саввы Мамонтова. Подсобные помещения сделаны в форме древнерусских изб.
С 1978 по 1980 год производилась общая реставрация дома и ближайших построек. В ходе работ был восстановлен внешний вид помещений, булыжные мостовые и кирпичные дорожки во дворе.

## Основание музея
После смерти Васнецова в 1926 году члены его семьи обратились в правление Третьяковской галереи с заявлением об обустройстве в доме постоянной выставки. В организации экспозиции также принимали участие живописцы Михаил Нестеров и Павел Корин. Выставка открылась в 1927 году и состояла из 212 экспонатов: живописи, предметов быта и графики художника.
Дом наш опустел — словно душа отлетела из него — все тут было его, носило его отпечаток — страшно коснуться чего-либо, изменить что-либо. Наше общее решение — все сохранить как было — устроить что-то вроде дома-музея…Алексей Васнецов
По мнению филолога Константина Богданова, открытие дома-музея стало возможным в связи с одобрением советской властью художественного стиля Васнецова. В Большой советской энциклопедии за 1948 год Васнецов был назван предтечей социалистического реализма. Тема фольклора, популярная в творчестве художника, также использовалась пропагандой для усиления национального духа.
В 1948 году открылось выставочное мероприятие, посвящённое столетию со дня рождения Виктора Васнецова. В 1950 году Совет министров СССР выпустил распоряжение об организации в доме музея. Родственники живописца передали помещение, имущество и художественную коллекцию в дар государственному музею.
С 1986 года музея входит в состав Третьяковской галереи.

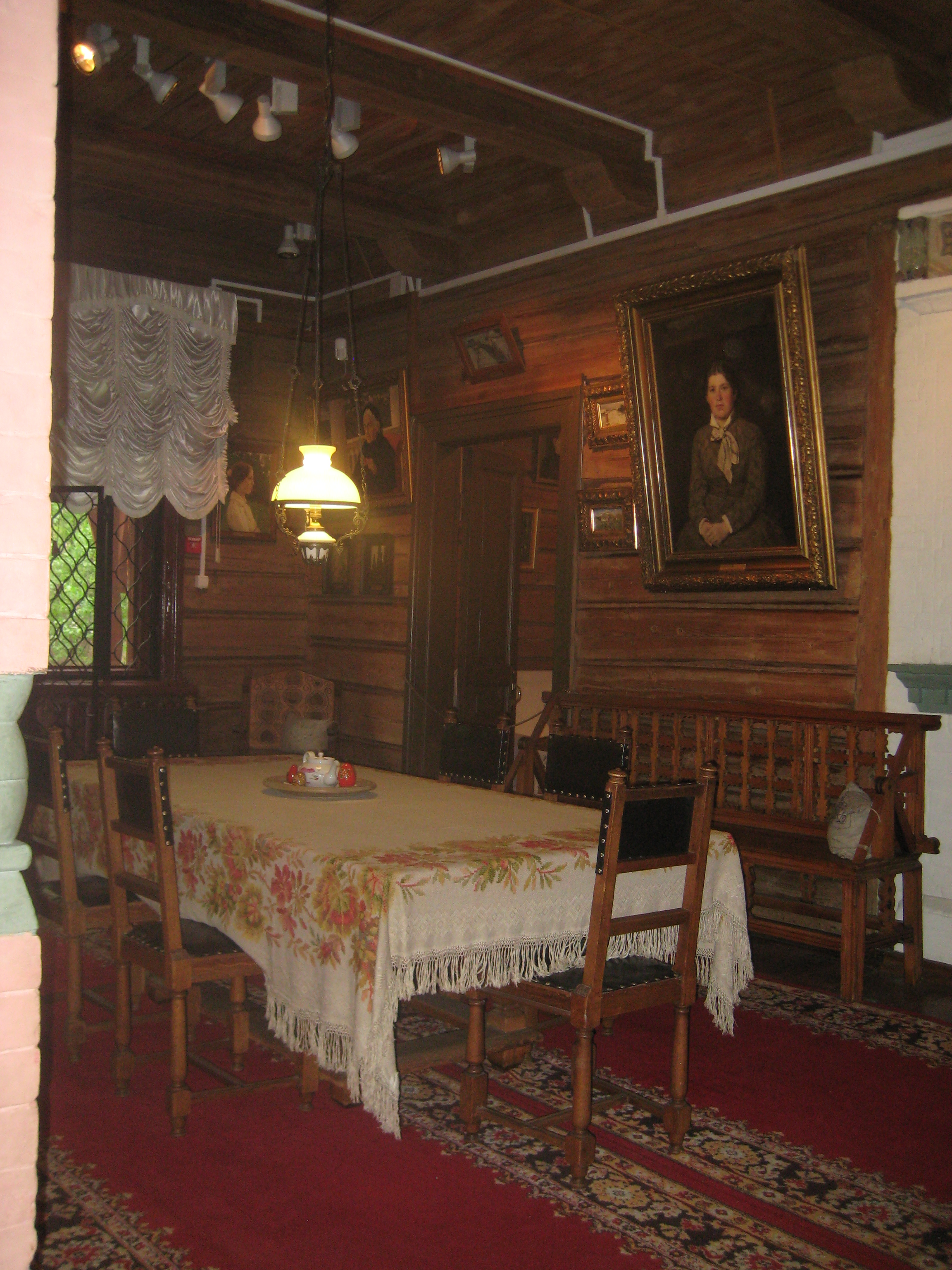
Интерьеры гостиной
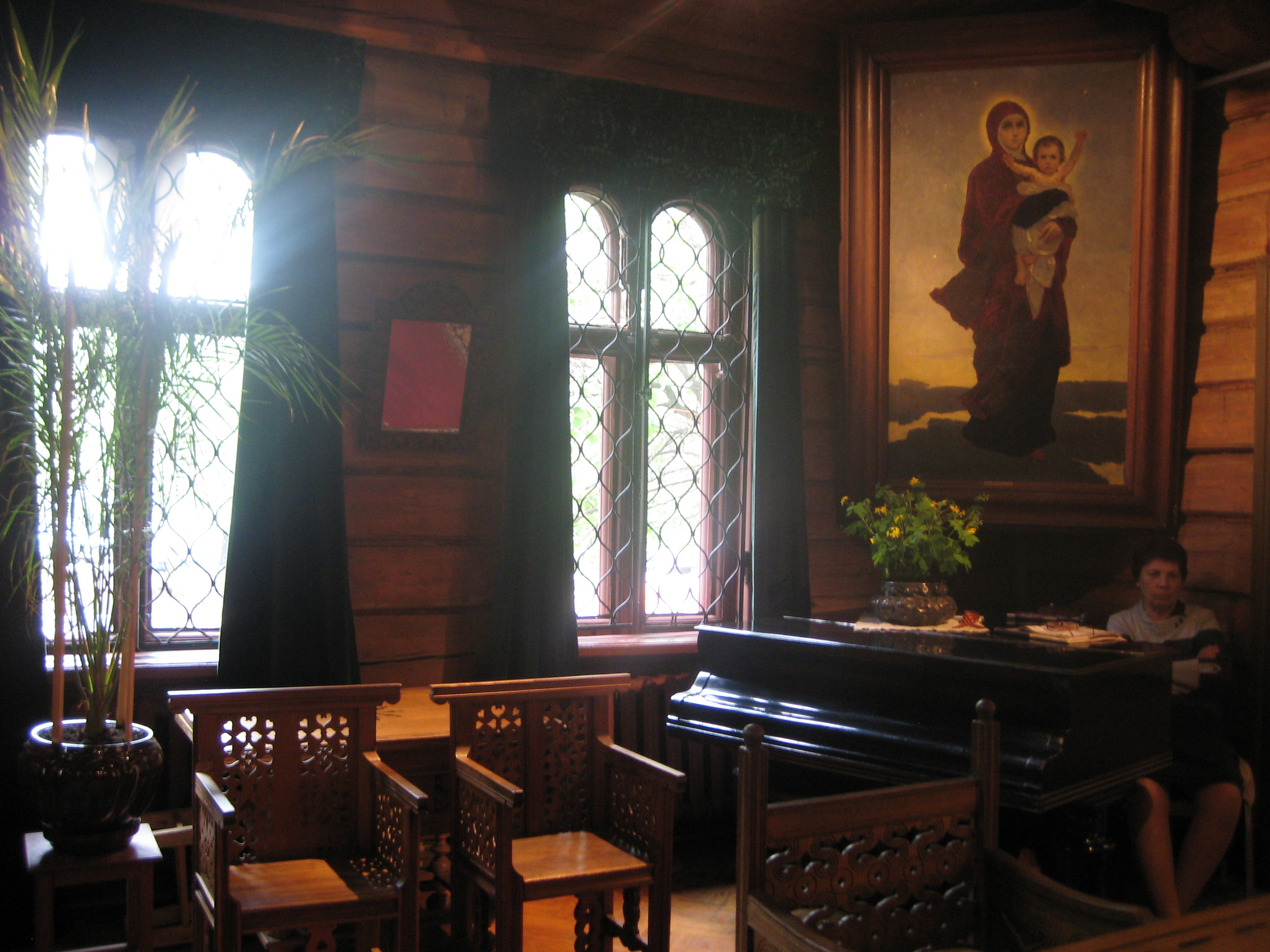
Интерьеры гостиной, вид окон
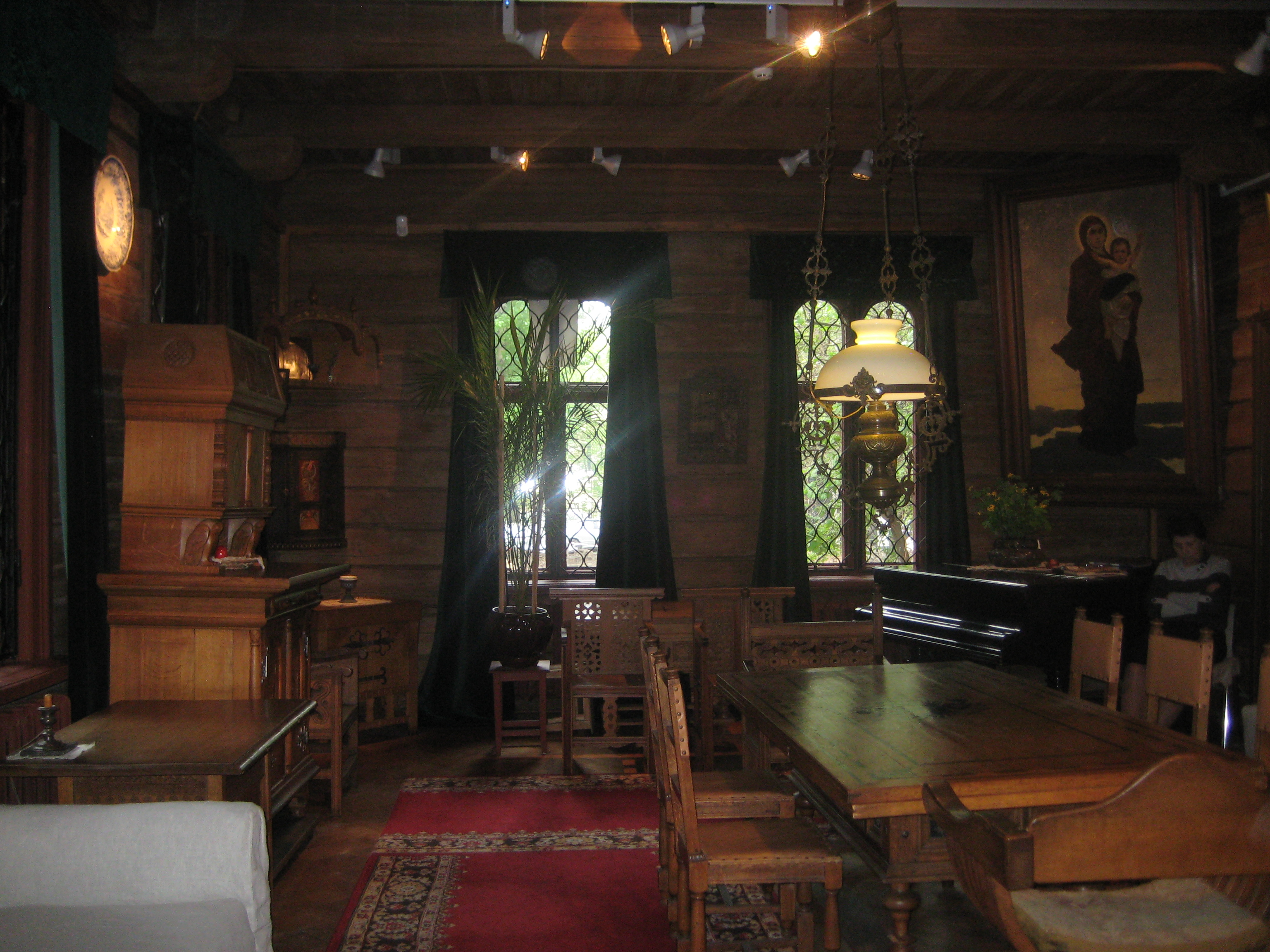
Деревянная мебель в гостиной
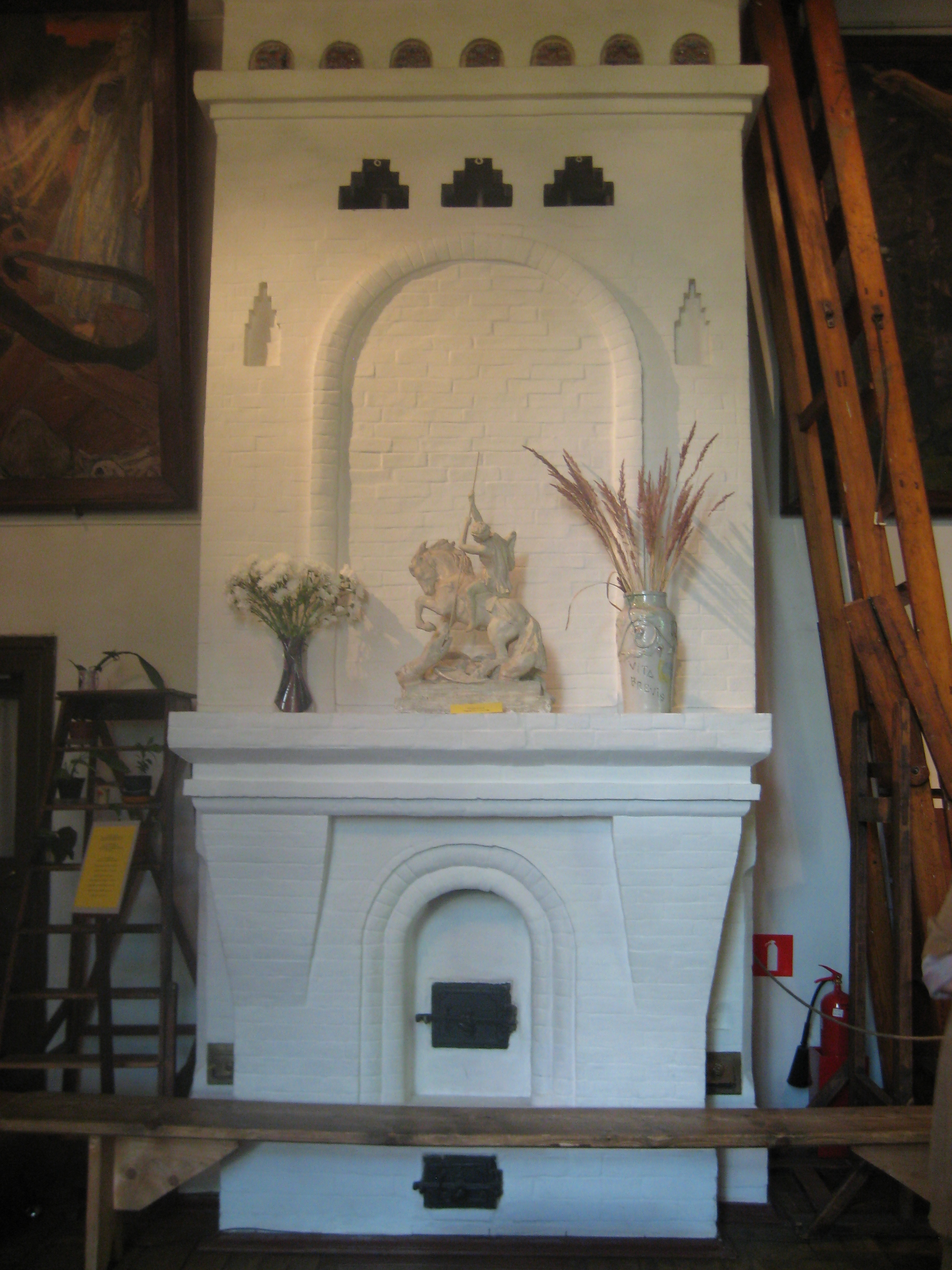
Изразцовая печь
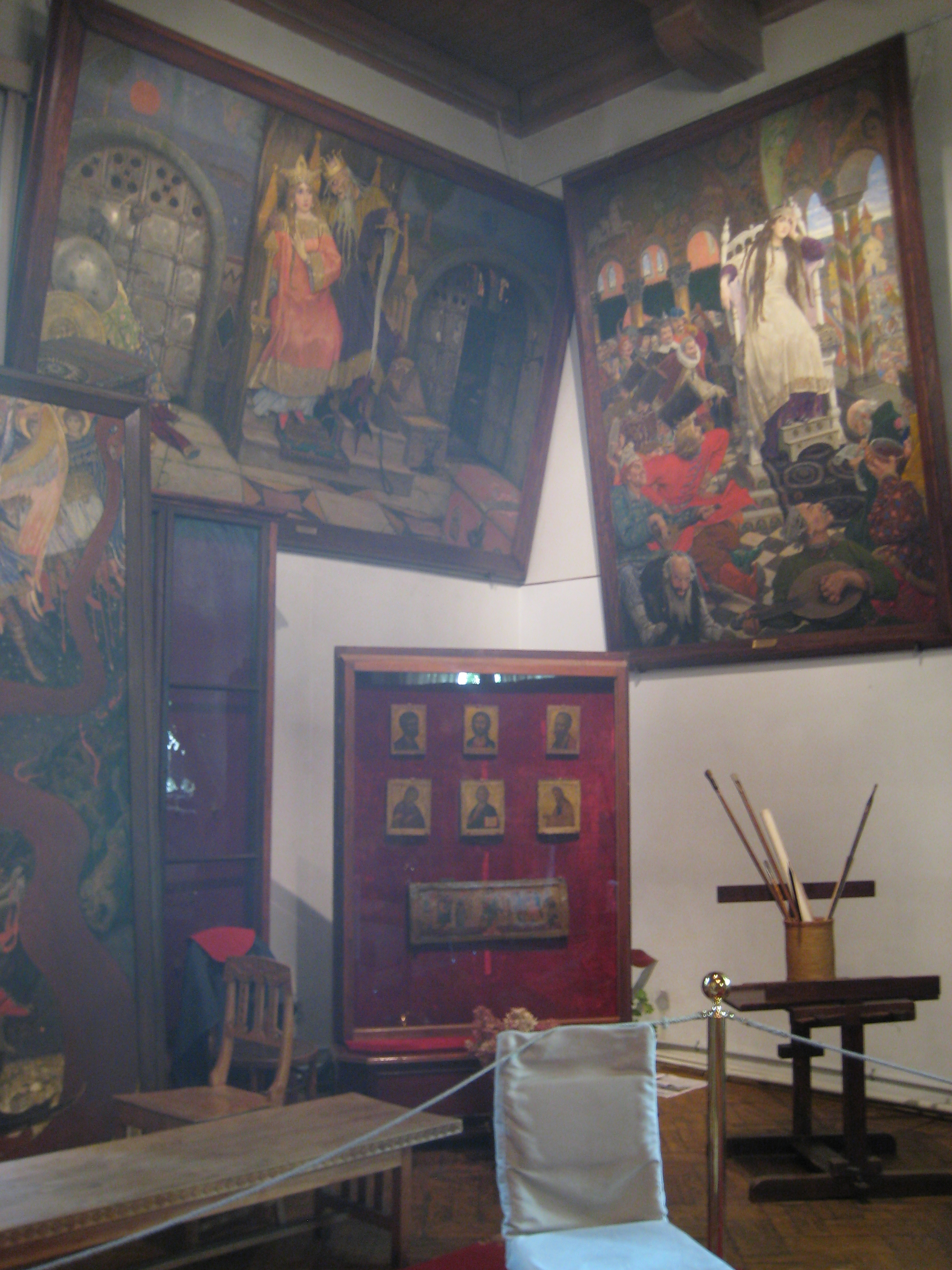
Картины в коллекции музея
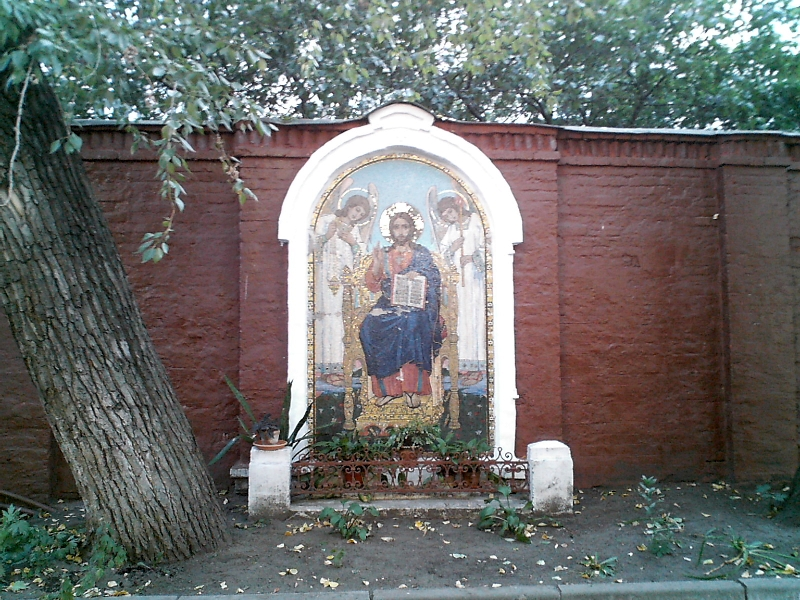
Двор дома-музея

## Экспозиция

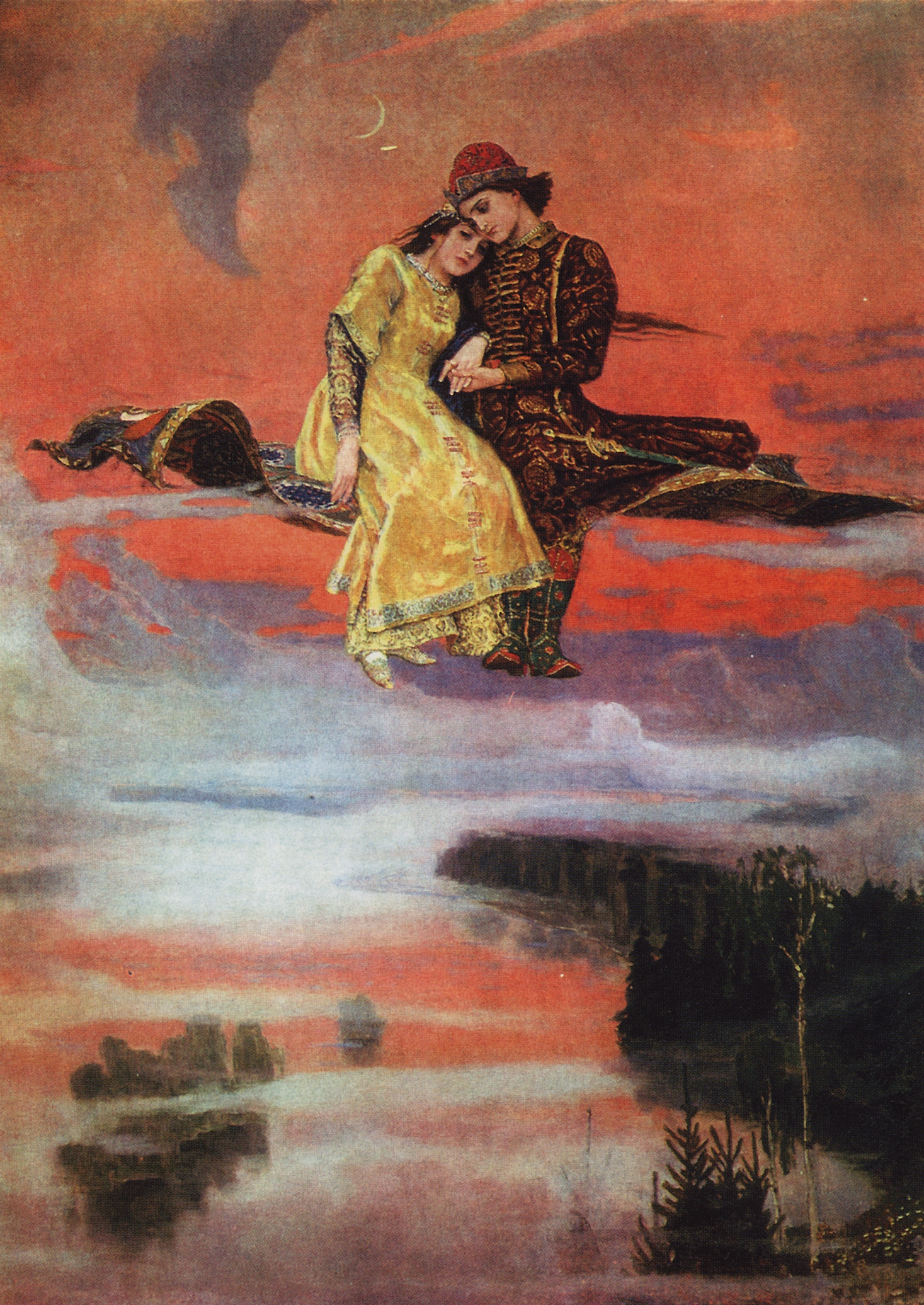
Картина «Ковёр-самолёт», находится в коллекции дома-музея

К открытию музея в 1953 году обстановка дома была полностью восстановлена. В экспозицию музея входят более 25 тысяч экспонатов: картин, предметов быта, коллекций фотографий и ранних этюдов. Все представленные предметы являются подлинными.
В художественной мастерской на втором этаже хранятся рабочие инструменты и архитектурные эскизы в неорусском стиле. В этой комнате были написаны картины «Царь Иван Васильевич Грозный» (1897) и «Богатыри» (1881—1898). На стене висит полотно «Баба-Яга». Всего в доме-музее находится целый ряд полотен художника: «Нестор-летописец», «Варяги», «Богатырский скок», «Бой Добрыни Никитича с семиглавым змеем Горынычем», «Царевна лягушка», «Портрет М. В. Нестерова», «Архангел Михаил повергает дьявола», «Ковёр самолет», «Царевна Несмеяна», «Сивка-Бурка», «Кащей бессмертный», «Спящая царевна».
Гостиная обставлена мебелью XIX—XX веков и изразцовыми печами, некоторые из которых были выполнены братом художника, Аркадием Васнецовым. В этой комнате устраивались художественные встречи, на которых бывали деятели культуры: Илья Репин, Валентин Серов, Василий Поленов, Василий Суриков, Фёдор Шаляпин.

## Мероприятия

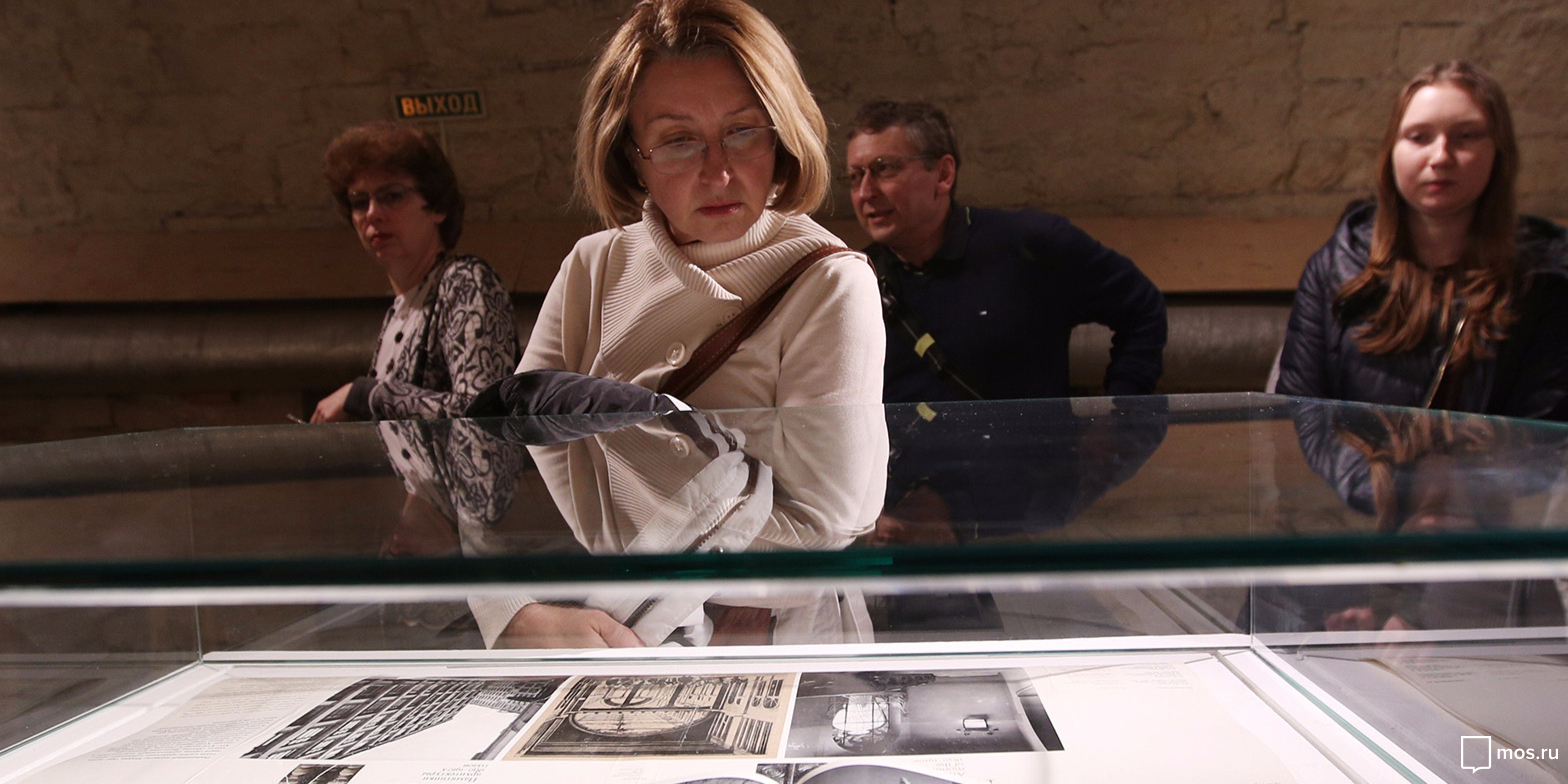
Выставка «Дом и Семья В. М. Васнецова», 2016

С 2016 года во всех филиалах Третьяковской галереи реализуется проект по реорганизации музейного пространства. Согласно плану развития дома-музея Васнецова, к 2019 году на его базе возник центр декоративного творчества. Главной целью проводимых изменений является равное распределение музейной деятельности среди всех центров Третьяковской галереи.
Помимо постоянной экспозиции, дом-музей Васнецова организует временные проекты. В 2016 году была организована выставка «Семья В. М. Васнецова. Быт и бытие», в которой были представлены документальные материалы, фотографии и зарисовки семьи художника.
В 2017 году были выставлены 29 пейзажных этюдов художника, написанных в окрестностях Абрамцево, Москвы, Вятки и Ахтырки. Организаторы мероприятия стремились подчеркнуть важность пейзажа как отдельного направления в творчестве Васнецова.